# 1000-km-Rennen von Monza 1965

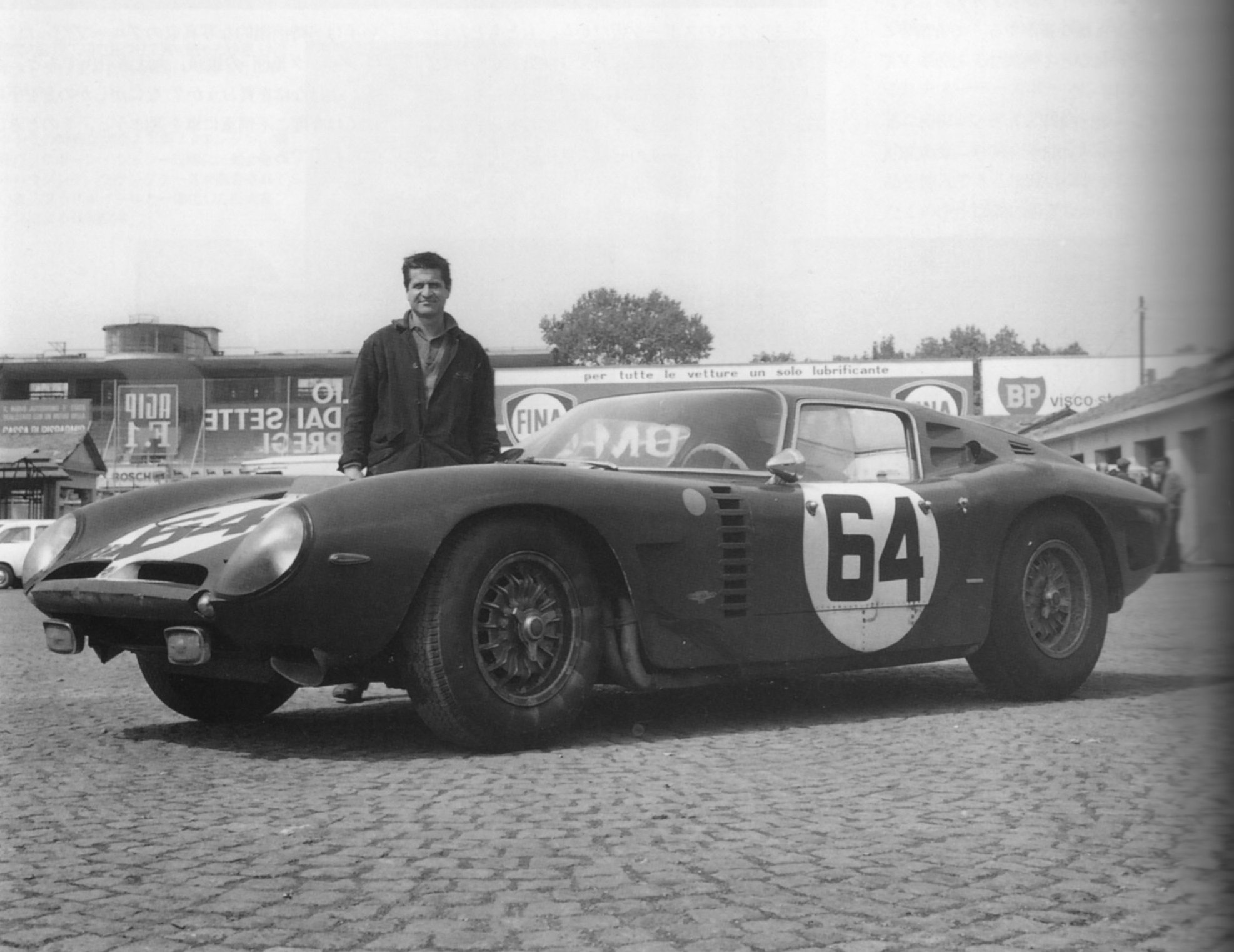
Giotto Bizzarrini neben dem Iso Grifo A3/C, der im Rennen von Pierre Noblet und Mario Casoni gefahren wurde

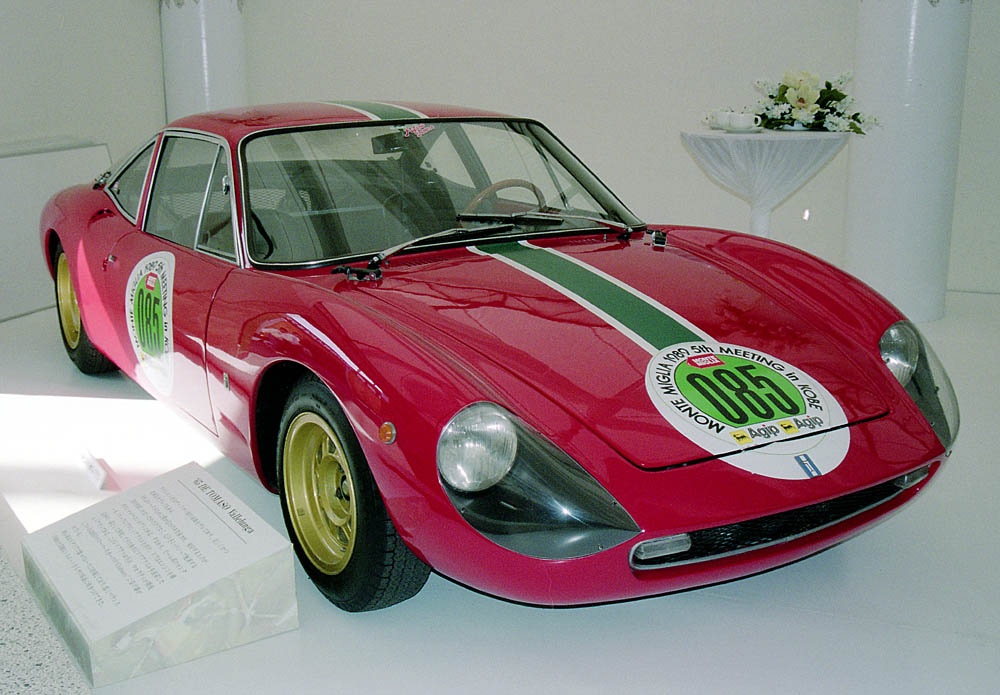
De Tomaso Vallelunga, gemeldet aber nicht gestartet

Das vierte 1000-km-Rennen von Monza, auch 1000 km di Monza, Autodromo Nazionale di Monza, fand am 25. April 1965 auf dem Autodromo Nazionale Monza statt und war der fünfte Wertungslauf der Sportwagen-Weltmeisterschaft dieses Jahres.

## Das Rennen
In fast allen Publikation gilt das 1000-km-Rennen von Monza 1965 als das erste Langstreckenrennen auf der Traditionsstrecke von Monza. Tatsächlich war diese Veranstaltung bereits die vierte dieser Art. Schon 1954, 1955 und 1956 fanden in Monza 1000-km-Rennen statt. Offiziell hießen diese Rennen Supercortemaggiore und wurden von der staatlichen italienischen Lotterie-Gesellschaft veranstaltet.
1965 wurde das Rennen auf der Strecke inklusive der Steilkurven gefahren. Die von Carroll Shelby eingesetzten Ford GT40 waren die einzigen ernsthaften Gegner der Scuderia Ferrari im Rennen um den Gesamtsieg. Im Ziel fehlten dem schnellsten Ford, gefahren von Bruce McLaren und Ken Miles, vier Runden auf den siegreichen Ferrari 275P2 von Mike Parkes und Jean Guichet.
Überschattet wurde das Rennen vom Todessturz des Schweizers Tommy Spychiger. In der 32. Runde übernahm er nach dem ersten Tankstopp den Ferrari 365P2 von seinem Landsmann Herbert Müller. In seiner ersten schnellen Runde fuhr er in der Parabolica ohne ersichtliche Bremswirkung geradeaus. Der Wagen überschlug sich über einen Erdwall und brannte im Wald hinter der Rennstrecke vollständig aus. Spychiger erlag seinen schweren Verletzungen noch an der Unfallstelle. Nachdem die fatalen Folgen des Unfalls bekannt wurden, zog die Scuderia Filipinetti (der Schweizer ging für diese Rennmannschaft an den Start) die beiden verbliebenen Fahrzeuge vom Rennen zurück.

## Ergebnisse

### Schlussklassement
| 1               | P + 2.0  | 63 | SpA Ferrari SEFAC           | Mike Parkes Jean Guichet                  | Ferrari 275P2              | 100 |
| 2               | P + 2.0  | 60 | SpA Ferrari SEFAC           | John Surtees Ludovico Scarfiotti          | Ferrari 275P2              | 100 |
| 3               | P + 2.0  | 69 | Shelby American Inc.        | Bruce McLaren Ken Miles                   | Ford GT40                  | 96  |
| 4               | GT 2.0   | 36 | Racing Team Holland         | Ben Pon Rob Slotemaker                    | Porsche 904 GTS            | 92  |
| 5               | P + 2.0  | 64 | Giotto Bizzarini Automobili | Pierre Noblet Mario Casoni                | Iso Grifo A3/C             | 92  |
| 6               | P + 2.0  | 76 | Maranello Concessionaires   | Innes Ireland Mike Salmon                 | Ferrari 250LM              | 91  |
| 7               | GT 1.6   | 25 | Autodelta SpA               | Roberto Bussinello Andrea de Adamich      | Alfa Romeo Giulia TZ2      | 90  |
| 8               | GT + 3.0 | 48 | Alan Mann Racing            | Bob Bondurant Allen Grant                 | Shelby Cobra Daytona Coupe | 89  |
| 9               | GT + 3.0 | 49 | Alan Mann Racing            | Jack Sears John Whitmore                  | Shelby Cobra Daytona Coupe | 89  |
| 10              | P + 2.0  | 71 | Scuderia St. Ambroeus       | Oddone Sigala Luigi Taramazzo             | Ferrari 250LM              | 89  |
| 11              | GT 3.0   | 42 | Vincenzo Nember             | Vincenzo Nember Marino Bonomi             | Ferrari 250 GTO64          | 88  |
| 12              | GT + 3.0 | 51 | Radford Racing              | John Sparrow Neil Dangerfield             | Shelby Cobra Roadster      | 87  |
| 13              | P + 2.0  | 65 | Giotto Bizzarini Automobili | Antonio Finiguerra Régis Fraissinet       | Iso Grifo A3C              | 87  |
| 14              | GT 1.6   | 29 | Scuderia Sant Ambroeus      | Guido Rava Sergio Pedretti                | Alfa Romeo Giulia TZ       | 86  |
| 15              | GT 1.6   | 30 | Scuderia Sant Ambroeus      | Rinaldo Parmigiani Bruno Deserti          | Alfa Romeo Giulia TZ       | 86  |
| 16              | GT 1.6   | 27 | Scuderia Sant Ambroeus      | Dmitri Nabokov Corrado Manfredini         | Alfa Romeo Giulia TZ       | 86  |
| 17              | GT 1.6   | 31 | Salvatore Panepinto         | Salvatore Panepinto Carlo Facetti         | Alfa Romeo Giulia TZ       | 83  |
| 18              | P 1.6    | 57 | Autodelta                   | Alessandro Arcioni Giacomo Russo          | Alfa Romeo Giulia GTA      | 70  |
| Ausgefallen     |          |    |                             |                                           |                            |     |
| 19              | P + 2.0  | 68 | Shelby American Inc.        | Chris Amon Umberto Maglioli               | Ford GT40                  | 76  |
| 20              | GT 2.0   | 35 | Scuderia Filipinetti        | Jacques Calderari Robert Calderari        | Porsche 904 GTS            | 66  |
| 21              | GT 3.0   | 41 | Scuderia Filipinetti        | Armand Boller Dieter Spoerry              | Ferrari 250 GTO            | 62  |
| 22              | GT 1.6   | 26 | Scuderia Sant Ambroeus      | Giancarlo Sala Giorgio Pianta             | Alfa Romeo Giulia TZ       | 58  |
| 23              | P + 2.0  | 73 | Ecurie Francorchamps        | Willy Mairesse Lucien Bianchi             | Ferrari 250LM              | 42  |
| 24              | P + 2.0  | 66 | Scuderia Filipinetti        | Herbert Müller Tommy Spychiger            | Ferrari 365P2              | 33  |
| 25              | P 1.6    | 54 | Sergio Aguzzoli             | Ernesto Brambilla Luciano Selva           | Aguzzoli Condor            | 31  |
| 26              | GT 1.6   | 28 | Scuderia Sant Ambroeus      | Alma Cacciandra Alberto Della Beffa       | Alfa Romeo Giulia TZ       | 24  |
| 27              | P 1.6    | 56 | Autodelta                   | Carlo Zuccoli Teodoro Zeccoli             | Alfa Romeo GTA             | 19  |
| 28              | GT + 3.0 | 46 | André Wicky                 | Maurice Caillet André Wicky               | Jaguar E-Type              | 18  |
| 29              | P + 2.0  | 72 | Ecurie Francorchamps        | Annie Soisbault Gérard Langlois van Ophem | Ferrari 250LM              | 17  |
| 30              | P + 2.0  | 62 | SpA Ferrari SEFAC           | Lorenzo Bandini Nino Vaccarella           | Ferrari 330P2              | 9   |
| 31              | P + 2.0  | 67 | Maranello Concessionaires   | Joakim Bonnier David Piper                | Ferrari 330P               | 9   |
| 32              | P + 2.0  | 77 | Georges Marquet             | Gustave Gosselin Jean-Claude Franck       | Ferrari 250LM              | 4   |
| 33              | P 1.6    | 53 | SpA Ferrari SEFAC           | Giancarlo Baghetti Giampiero Biscaldi     | Ferrari Dino 166P          | 1   |
| Nicht gestartet |          |    |                             |                                           |                            |     |
| 34              | P 1.6    | 55 | Sergio Aguzzoli             | Giancarlo Galimberti Enrico Pinto         | Aguzzoli Condor            | 1   |

1 nicht gestartet

### Nur in der Meldeliste
Hier finden sich Teams, Fahrer und Fahrzeuge, die ursprünglich für das Rennen gemeldet waren, aber aus den unterschiedlichsten Gründen daran nicht teilnahmen.
| Pos. | Klasse   | Nr. | Team                   | Fahrer                               | Chassis              |
| ---- | -------- | --- | ---------------------- | ------------------------------------ | -------------------- |
| 35   | GT 1.6   | 32  | Tommy Weber            | Mário de Araújo Cabral Tommy Weber   | Lotus Elan           |
| 36   | GT 1.6   | 33  | Martinelli Racing      | Aldo Pessina Clay Regazzoni          | Alfa Romeo Giulia TZ |
| 37   | GT 2.0   | 34  | Don Moore              | Mike De Udy Umberto Maglioli         | Porsche 904 GTS      |
| 38   | GT 2.0   | 37  | Giancarlo Maestrini    | Giancarlo Maestrini Cesare Toppetti  | Porsche 904 GTS      |
| 39   | GT 3.0   | 38  | Scuderia Sant Ambroeus | Giancarlo Sala Angelo Crivelli       | Ferrari 250 GTO      |
| 40   | GT 3.0   | 39  | Scuderia Sant Ambroeus | Giampiero Biscaldi Sergio Pedretti   | Ferrari 250 GTO      |
| 41   | GT 3.0   | 40  | Scuderia Sant Ambroeus | Luigi Taramazzo Oddone Sigala        | Ferrari 250 GTO      |
| 42   | GT 3.0   | 43  | Egidio Nicolosi        | Egidio Nicolosi Pierluigi Zanardelli | Ferrari 250 GTO      |
| 43   | GT 3.0   | 44  | Werner Lindermann      | Werner Lindermann                    | Ferrari 250 GTO      |
| 44   | GT 3.0   | 45  | Gustav Wenger          | Gustav Wenger Fritz Schmidt          | Triumph TR4          |
| 45   | GT + 3.0 | 50  | Anglian Racing         | Dick Protheroe David Wonsborough     | Jaguar E-Type        |
| 46   | GT + 3.0 | 52  | Radford Racing         | Neil Dangerfield Mick Cave           | Shelby Cobra         |
| 47   | P 1.6    | 58  | Cobra Ricerche         | Dan Gurney                           | De Tomaso Vallelunga |
| 48   | P 2.0    | 59  | Anglian Racing         | Innes Ireland Richard Wrottesley     | Elva Mk.8            |
| 49   | P + 2.0  | 61  | SpA Ferrari SEFAC      | Nino Vaccarella Lorenzo Bandini      | Ferrari 275P         |
| 50   | P + 2.0  | 70  | Ken Baker              | Ken Baker Albert Powell              | Ford Mustang         |
| 51   | P + 2.0  | 74  | Scuderia Filipinetti   | Sidney Charpilloz                    | Ferrari 250LM        |
| 52   | P + 2.0  | 75  | George Drummond        | George Drummond Rollo Fielding       | Ferrari 250LM        |
| 53   | P + 2.0  | 78  | Cesare Toppetti        | Cesare Toppetti                      | Ferrari 250LM        |

### Klassensieger
| Klasse   | Fahrer             | Fahrer            | Fahrzeug                   | Platzierung im Gesamtklassement |
| -------- | ------------------ | ----------------- | -------------------------- | ------------------------------- |
| P + 2.0  | Mike Parkes        | Jean Guichet      | Ferrari 275P2              | Gesamtsieg                      |
| P 1.6    | Alessandro Arcioni | Giacomo Russo     | Alfa Romeo Giulia GTA      | Rang 18                         |
| GT + 3.0 | Bob Bondurant      | Allen Grant       | Shelby Cobra Daytona Coupe | Rang 8                          |
| GT 3.0   | Vincenzo Nember    | Marino Bonomi     | Ferrari 250 GTO/64         | Rang 11                         |
| GT 2.0   | Ben Pon            | Rob Slotemaker    | Porsche 904 GTS            | Rang 4                          |
| GT 1.6   | Roberto Bussinello | Andrea de Adamich | Alfa Romeo Giulia TZ2      | Rang 7                          |

### Renndaten
- Gemeldet: 53
- Gestartet: 33
- Gewertet: 18
- Rennklassen: 6
- Zuschauer: unbekannt
- Wetter am Renntag: warm und trocken
- Streckenlänge: 10,100 km
- Fahrzeit des Siegerteams: 4:56:08,000 Stunden
- Gesamtrunden des Siegerteams: 100
- Gesamtdistanz des Siegerteams: 1010,000 km
- Siegerschnitt: 204,638 km/h
- Pole Position: Mike Parkes – Ferrari 275P2 (#63) – 2:46,900 = 217,835 km/h
- Schnellste Rennrunde: John Surtees – Ferrari 330P2 (#60) – 2:47,200 = 217,464 km/h
- Rennserie: 5. Lauf zur Sportwagen-Weltmeisterschaft 1965
- Rennserie: 3. Lauf zur Italienischen Sportwagen-Meisterschaft 1965